# Euderus elongatus
Euderus elongatus är en stekelart som beskrevs av William Harris Ashmead 1887. Euderus elongatus ingår i släktet Euderus och familjen finglanssteklar. Inga underarter finns listade i Catalogue of Life.